# شهرستان باروق
شهرستان باروق یکی از شهرستان‌های استان آذربایجان غربی ایران است. مرکز این شهرستان شهر باروق است.
این شهرستان در تاریخ ۲۸ تیر ۱۴۰۰ از شهرستان میاندوآب جدا شد و مستقل گردید.

## موقعیت جغرافیایی
شهرستان باروق از شمال با شهرستان مراغه، از شمال شرقی و شرق با شهرستان چاراویماق و از شمال غربی با شهرستان ملکان در استان آذربایجان شرقی، از جنوب غرب با شهرستان میاندوآب و از جنوب هم با شهرستان‌های شاهین‌دژ و تکاب در استان آذربایجان غربی همسایه است.

## تقسیمات کشوری
شهرستان باروق دارای ۲ بخش، ۴ دهستان و ۱ شهر به شرح زیر است:

### شهرستان باروق
| بخش    | مرکز بخش | جمعیت بخش ۱۳۹۵ | نام دهستان  | مرکز دهستان | جمعیت دهستان ۱۳۹۵ | شهر              | جمعیت شهر ۱۳۹۵   |
| ------ | -------- | -------------- | ----------- | ----------- | ----------------- | ---------------- | ---------------- |
| مرکزی  | باروق    | ۱۵٬۸۰۰ نفر     | باروق       | چالخاماز    | ۷٬۶۴۸ نفر         | باروق            | ۴٬۲۲۵ نفر        |
| مرکزی  | باروق    | ۱۵٬۸۰۰ نفر     | نادرگلی     | نادرگلی     | ۳٬۹۲۷ نفر         | باروق            | ۴٬۲۲۵ نفر        |
| نختالو | نختالو   | ۶٬۵۸۵ نفر      | آجرلوی شرقی | زاغه        | ۳٬۸۱۶ نفر         | **************** | **************** |
| نختالو | نختالو   | ۶٬۵۸۵ نفر      | آجرلوی غربی | قوروقچی     | ۲٬۷۶۹ نفر         | **************** | **************** |

## صنعت
شهرستان باروق در مسیر لوله پلی اتلین غرب کشور واقع شده است و مجتمع بزرگ پتروشیمی باروق/میاندوآب در این شهرستان واقع شده است.

## جاذبه‌های گردشگری
- حمام طبیعی دئو اوچان حیدرباغی که نام آن در فهرست آثار ملی ایران هم ثبت شده است.
- غار آبی، خاکی قره دلیک در روستای جبیگلو
- قلعه تاریخی ماننایی‌ها مربوط به حدود سه هزار سال پیش در روستای جان آقا
- قلعه تاریخی ماننایی‌ها در روستای حیدرباغی
- خان ائوی خانه تاریخی قدیمی دوره قاجار (آقای سکاکی)
- حمام تاریخی خان حمامی از آثار باقی مانده از دوره قاجار در شهر باروق که نام آن در فهرست آثار ملی ایران هم ثبت شده است
- بازار قدیمی شهر باروق از اواخر دوره صفوی
- کهنه دییرمان یا همان آسیاب قدیمی شهر باروق مربوط به دوره پهلوی اول
- کبوترخانه قره سقال
- سد نوروزلو و منطقه حفاظت شده تالاب نوروزلو در روستای نوروزلو
- تالاب گل‌سلیمان‌آباد
- پارک جنگلی شهید قاسمی در روستای گل سلیمان‌آباد
- آبشار باداملو در روستای باداملو
- منطقه ییلاقی سلیم خان در منتهی الیه جنوب شرقی شهرستان باروق

## جمعیت
بر پایه سرشماری عمومی نفوس و مسکن در سال ۱۳۹۵، جمعیت شهرستان باروق برابر با ۲۲٬۳۸۵ نفر بوده است.